# Lista de exoplanetas descobertos em 2022
Esta lista de exoplanetas descobertos em 2022 é uma lista de exoplanetas confirmados que foram relatados pela primeira vez em 2022. Para exoplanetas detectados apenas pela velocidade radial, o valor listado para massa é um limite inferior. Consulte Massa mínima para obter mais informações.
Em 31 de março de 2022, K2-2016-BLG-0005Lb foi relatado como o exoplaneta mais distante encontrado pelo Kepler até o momento.
| Nome                   | Massa (MJ)                  | Raio (RJ)                   | Período (dais)                 | Semieixo maior (AU)         | Temp. (K)         | Método de descoberta | Distância (ly)    | Massa da estrela-mãe (M☉) | Temperatura da estrela-mãe (K) | Observações |
| ---------------------- | --------------------------- | --------------------------- | ------------------------------ | --------------------------- | ----------------- | -------------------- | ----------------- | ------------------------- | ------------------------------ | --- |
| HD 22532 b             | 2.12±0.09                   |                             | 872.6±2.8                      | 1.900±0.004                 |                   | Vel. radial          | 526±2             | 1.20±0.05                 | 5067+59 −22                    | Estrela-mãe gigante                                                                                                |
| HD 64121 b             | 2.56±0.19                   |                             | 623.0±3.4                      | 1.510±0.006                 |                   | Vel. radial          | 424.1±1.7         | 1.18±0.05                 | 5066+58 −60                    | Estrela-mãe gigante                                                                                                |
| HD 69123 b             | 3.04±0.16                   |                             | 1193.3±7.0                     | 2.482±0.010                 |                   | Vel. radial          | 245.0±1.3         | 1.43±0.07                 | 4787+280 −51                   | Estrela-mãe gigante                                                                                                |
| HD 29399 b             | 1.57±0.11                   |                             | 892.7±5.9                      | 1.913±0.008                 |                   | Vel. radial          | 144.2±0.3         | 1.15±0.04                 | 4845±52                        | Estrela-mãe gigante                                                                                                |
| Kepler-1708b           | <4.6                        | 0.8886+0.0535 −0.0526       | 737.11310+0.00146 −0.00770     | 1.64±0.10                   |                   | Trânsito             | 5436+334 −298     | 1.088±0.072               | 6157+231 −202                  | Possível hospedeiro de exolua                                                                                      |
| TOI-1064b              | 0.0425±0.0055               | 0.231±0.004                 | 6.443868±0.000025              | 0.06152+0.00086 −0.00089    | 784±13            | Trânsito             | 224.5±0.2         | 0.748±0.032               | 4734±67                        | [ 7 ] |
| TOI-1064c              | 0.0079+0.0057 −0.0063       | 0.237±0.004                 | 12.226574+0.000046 −0.000043   | 0.09429+0.00132 −0.00136    | 634±10            | Trânsito             | 224.5±0.2         | 0.748±0.032               | 4734±67                        | [ 7 ] |
| TOI-2337b              | 1.60±0.15                   | 0.9±0.1                     | 2.99432±0.00008                | 0.04467                     |                   | Trânsito             | 1780±20           | 1.325±0.118               | 4780±100                       | [ 8 ] |
| TOI-4329b              | 0.45±0.09                   | 1.50±0.19                   | 2.9223±0.00015                 |                             |                   | Trânsito             | 2258±16           | 1.538±0.049               | 6000±100                       | [ 8 ] |
| TOI-2669b              | 0.61±0.19                   | 1.76±0.16                   | 6.2034±0.0001                  |                             |                   | Trânsito             | 1294±9            | 1.19±0.16                 | 4800±100                       | [ 8 ] |
| TOI-2180 b             | 2.755+0.087 −0.081          | 1.010+0.022 −0.019          | 260.79+0.59 −0.58              | 0.828±0.012                 | 348.0+3.3 −3.6    | Trânsito             | 379.4±0.8         | 1.111+0.047 −0.046        | 5695+58 −60                    | [ 9 ] |
| OGLE-2016-BLG-1093Lb   | 0.71±0.12                   |                             |                                | 2.13±0.33                   |                   | Microlente           | 26000±2000        | 0.46±0.08                 |                                | [ 10 ] |
| TOI-3714 b             | 0.70±0.003                  | 1.01±0.03                   | 2.154849±0.000001              | 0.027±0.001                 | 750±20            | Trânsito             | 367.0+0.6 −1.3    | 0.53±0.02                 | 3660±90                        | [ 11 ] |
| TOI-3629 b             | 0.26±0.02                   | 0.74±0.02                   | 3.936551+0.000005 −0.000006    | 0.043±0.002                 | 690±20            | Trânsito             | 423.1±1.0         | 0.63±0.02                 | 3870±90                        | [ 11 ] |
| Kepler-1972 b          | 0.0064±0.0019               | 0.072±0.004                 | 7.54425±0.00054                |                             |                   | Trânsito             | 923±3             | 1.12±0.03                 | 5818±27                        | Exoplaneta muito denso, planeta adicional no sistema suspeito                                                      |
| Kepler-1972 c          | 0.0066±0.0020               | 0.078±0.005                 | 11.3295±0.0011                 |                             |                   | Trânsito             | 923±3             | 1.12±0.03                 | 5818±27                        | Exoplaneta muito denso, planeta adicional no sistema suspeito                                                      |
| TOI-206 b              |                             | 0.116±0.004                 | 0.7363104±0.0000003            | 0.0112±0.0001               | 910±36            | Trânsito             | 155.9             | 0.35±0.01                 | 3383±157                       | [ 13 ] |
| TOI-500 b              |                             | 0.104±0.010                 | 0.5481579±0.0000006            | 0.0128±0.0011               | 1693±105          | Trânsito             | 154.8             | 0.88±0.25                 | 4621±50                        | [ 13 ] |
| TOI-544 b              |                             | 0.181±0.009                 | 1.5483510±0.0000015            | 0.0251 ± 0.0019             | 1082±47           | Trânsito             | 132.7             | 0.85±0.20                 | 4369±100                       | [ 13 ] |
| TOI-833 b              |                             | 0.113±0.006                 | 1.0418777±0.0000324            | 0.0171±0.0003               | 1118±49           | Trânsito             | 136.3             | 0.61±0.03                 | 3920±160                       | [ 13 ] |
| TOI-1075 b             |                             | 0.154±0.007                 | 0.6047328±0.0000032            | 0.0118±0.0001               | 1336±56           | Trânsito             | 200.9             | 0.60±0.02                 | 3921±157                       | [ 13 ] |
| TOI-1411 b             |                             | 0.121±0.013                 | 1.4520358±0.0000098            | 0.0230±0.0026               | 1136±59           | Trânsito             | 106.0             | 0.59±0.23                 | 4266±100                       | [ 13 ] |
| TOI-1442 b             |                             | 0.104±0.005                 | 0.4090677±0.0000003            | 0.0071±0.0002               | 1072±54           | Trânsito             | 134.5             | 0.29±0.02                 | 3330±160                       | [ 13 ] |
| TOI-1693 b             |                             | 0.126±0.009                 | 1.7666957±0.0000054            | 0.0226±0.0004               | 764±19            | Trânsito             | 100.6             | 0.49±0.03                 | 3499±70                        | [ 13 ] |
| TOI-1860 b             |                             | 0.117±0.005                 | 1.0662107±0.0000014            | 0.0204±0.0002               | 1885±28           | Trânsito             | 149.8             | 0.99±0.03                 | 5752±100                       | [ 13 ] |
| TOI-2260 b             |                             | 0.145±0.012                 | 0.3524728±0.0000047            | 0.0097±0.0001               | 2609±86           | Trânsito             | 331.2             | 0.99±0.04                 | 5534±100                       | [ 13 ] |
| TOI-2411 b             |                             | 0.150±0.010                 | 0.7826942±0.0000037            | 0.0144±0.0001               | 1355±45           | Trânsito             | 194.5             | 0.65±0.02                 | 4099±123                       | [ 13 ] |
| TOI-2427 b             |                             | 0.161±0.011                 | 1.3060011±0.0000102            | 0.0202±0.0002               | 1117±46           | Trânsito             | 93.1              | 0.64±0.02                 | 4072±121                       | [ 13 ] |
| TOI-2445 b             |                             | 0.112±0.007                 | 0.3711281±0.0000005            | 0.0064±0.0001               | 1060±54           | Trânsito             | 158.7             | 0.25±0.01                 | 3333±157                       | [ 13 ] |
| Gliese 3929 b          | 0.0055±0.0014               | 0.097±0.004                 | 2.6162745±0.000003             | 0.0252±0.0005               | 568±6             | Trânsito             | 51.64±0.02        | 0.309±0.014               | 3369±51                        | Outro exoplaneta no sistema é suspeito                                                                             |
| TOI-1759 b             | 0.021±0.06                  | 0.279±0.02                  | 18.849975±0.000006             | 0.1176±0.0013               | 433±14            | Trânsito             | 130.85±0.05       | 0.606±0.020               | 4065±51                        | [ 16 ] [ 17 ] |
| Kepler-451 c           | 1.61±0.14                   |                             | 1460±90                        | 2.1±0.2                     |                   | Tempo                | 1340±20           | 0.48+0.12                 |                                | [ 18 ] |
| Kepler-451 d           | 1.76±0.18                   |                             | 43.0±0.1                       | 0.20±0.03                   |                   | Tempo                | 1340±20           | 0.48+0.12                 |                                | [ 18 ] |
| KMT-2021-BLG-1391b     | 0.0143±0.0073               |                             |                                | 2.29+0.56 −0.71             |                   | Microlente           | 19000+3000 −5000  | 0.37±0.19                 |                                | [ 19 ] |
| KMT-2021-BLG-1253b     | 0.0599+0.0643 −0.0319       |                             |                                | 1.52+0.57 −0.41             |                   | Microlente           | 22000+3000 −4000  | 0.24+0.26 −0.13           |                                | [ 19 ] |
| KMT-2021-BLG-1372b     | 0.1928±0.1129               |                             |                                | 2.37±0.77                   |                   | Microlente           | 19000+5000 −8000  | 0.42±0.25                 |                                | [ 19 ] |
| KMT-2021-BLG-0748b     | 0.45+0.40 −0.25             |                             |                                | 2.43±0.67                   |                   | Microlente           | 20000+3000 −4000  | 0.36+0.32 −0.20           |                                | [ 19 ] |
| Proxima Centauri d     | 0.0008±0.0002               |                             | 5.122+0.002 −0.0036            | 0.02885+0.00019 −0.00022    | 360               | Vel. radial          | 4.2465±0.0003     | 0.1221±0.0022             | 2900±100                       | [ 20 ] |
| TOI-1268 b             | 0.303±0.026                 | 0.81±0.05                   | 8.1577080±0.0000044            | 0.072+0.009 −0.010          | 919               | Trânsito             | 359.1±0.4         | 0.92±0.03                 | 5290±117                       | [ 21 ] |
| TOI-2136 b             | 0.0200+0.0077 −0.0072       | 0.196±0.015                 | 7.851928+0.000018 −0.000016    | 0.057±0.006                 | 395+24 −22        | Trânsito             | 108.82±0.07       | 0.34±0.02                 | 3342±100                       | [ 22 ] [ 23 ] |
| PSR J2007+3120 b       | 0.0072±0.0009               |                             | 723±8                          |                             |                   | Tempo                | 22000             |                           |                                | Planeta pulsar, outro planeta do sistema é suspeito                                                                |
| Pi Mensae d            | 0.0421±0.0042               |                             | 124.64+0.48 −0.52              |                             |                   | Vel. radial          | 59.62±0.07        | 1.11±0.01                 | 6013±18                        | [ 25 ] |
| K2-365 b               | 0.0272±0.0172               | 0.259+0.017 −0.015          | 23.448172+0.00076 −0.00099     |                             | 710               | Trânsito             |                   | 0.823+0.369 −0.25         | 5561±138                       | [ 26 ] |
| K2-366 b               | 0.0199±0.0115               | 0.210+0.016 −0.014          | 15.93703+0.00079 −0.00114      |                             | 770               | Trânsito             |                   | 0.825+0.366 −0.255        | 5601±138                       | [ 26 ] |
| K2-367 b               | 0.0203±0.0126               | 0.215+0.020 −0.017          | 20.64509+0.00099 −0.00137      |                             | 450               | Trânsito             |                   | 0.756+0.231 −0.347        | 4348±128                       | [ 26 ] |
| K2-368 b               | 0.0073±0.0042               | 0.118+0.009 −0.008          | 5.02559+0.00028 −0.00034       |                             | 800               | Trânsito             |                   | 0.746+0.334 −0.232        | 4663±138                       | [ 26 ] |
| K2-368 c               | 0.0078±0.0041               | 0.121+0.010 −0.009          | 9.66018±0.00116                |                             | 650               | Trânsito             |                   | 0.746+0.334 −0.232        | 4663±138                       | [ 26 ] |
| K2-368 d               | 0.0146±0.0085               | 0.173+0.013 −0.012          | 20.20108+0.00235 −0.00273      |                             | 500               | Trânsito             |                   | 0.746+0.334 −0.232        | 4663±138                       | [ 26 ] |
| K2-369 b               | 0.0069±0.0040               | 0.117+0.009 −0.008          | 5.76161+0.00084 −0.00071       |                             | 1080              | Trânsito             |                   | 0.735+0.334 −0.224        | 5682±138                       | [ 26 ] |
| K2-370 b               | 0.0327±0.0207               | 0.286+0.020 −0.048          | 2.14084+0.00003 −0.00004       |                             | 1420              | Trânsito             |                   | 0.984+0.428 −0.303        | 5377±138                       | [ 26 ] |
| K2-371 b               | 4.7±2.2                     | 1.162+0.082 −0.077          | 3.11490±0.00001                |                             | 1000              | Trânsito             |                   | 0.958+0.44 −0.298         | 4925±138                       | [ 26 ] |
| K2-372 b               | 0.0289±0.0168               | 0.262±0.006                 | 9.84407+0.00056 −0.00057       |                             | 870               | Trânsito             |                   | 0.847+0.101 −0.088        | 5479±27                        | [ 26 ] |
| K2-373 b               | 0.0162±0.0089               | 0.184+0.013 −0.012          | 11.02066+0.00143 −0.00136      |                             | 1130              | Trânsito             |                   | 1.158+0.499 −0.349        | 6138±138                       | [ 26 ] |
| K2-374 b               | 0.0113±0.0058               | 0.142±0.005                 | 4.52195+0.00032 −0.00040       |                             | 1210              | Trânsito             |                   | 0.731+0.067 −0.061        | 5789±21                        | [ 26 ] |
| K2-374 c               | 0.0179±0.0109               | 0.197+0.008 −0.007          | 16.43445+0.00237 −0.00270      |                             | 790               | Trânsito             |                   | 0.731+0.067 −0.061        | 5789±21                        | [ 26 ] |
| K2-375 b               | 0.0183±0.0106               | 0.200+0.016 −0.015          | 14.45389+0.00477 −0.00417      |                             | 1000              | Trânsito             |                   | 1.119+0.492 −0.344        | 5822±138                       | [ 26 ] |
| K2-376 b               | 0.0129±0.0074               | 0.155+0.011 −0.010          | 5.77647+0.00026 −0.00023       |                             | 1240              | Trânsito             |                   | 0.908+0.394 −0.281        | 5937±138                       | [ 26 ] |
| K2-377 b               | 0.0123±0.0073               | 0.151+0.013 −0.011          | 12.83223+0.00155 −0.00161      |                             | 530               | Trânsito             |                   | 0.821+0.371 −0.258        | 4200±138                       | [ 26 ] |
| K2-378 b               | 0.0283±0.0173               | 0.257+0.024 −0.020          | 2.06043+0.00011 −0.00007       |                             | 1130              | Trânsito             |                   | 0.923+0.425 −0.291        | 4823±138                       | [ 26 ] |
| K2-379 b               | 0.0175±0.0104               | 0.194+0.032 −0.017          | 8.77724+0.00062 −0.00061       |                             | 680               | Trânsito             |                   | 0.856+0.375 −0.265        | 4603±138                       | [ 26 ] |
| K2-380 b               | 0.0250±0.0144               | 0.243+0.016 −0.015          | 9.40131+0.00046 −0.00050       |                             | 1110              | Trânsito             |                   | 0.993+0.416 −0.302        | 5911±138                       | [ 26 ] |
| K2-381 b               | 0.0040±0.0026               | 0.095+0.012 −0.009          | 7.93893±0.00059                |                             | 670               | Trânsito             |                   | 0.754+0.337 −0.239        | 4473±138                       | [ 26 ] |
| K2-381 c               | 0.0158±0.0094               | 0.178+0.016 −0.013          | 16.03465+0.00184 −0.00157      |                             | 530               | Trânsito             |                   | 0.754+0.337 −0.239        | 4473±138                       | [ 26 ] |
| K2-381 d               | 0.0121±0.0070               | 0.150+0.016 −0.012          | 26.80302+0.00277 −0.00304      |                             | 440               | Trânsito             |                   | 0.754+0.337 −0.239        | 4473±138                       | [ 26 ] |
| K2-382 b               | 0.0162±0.0101               | 0.185+0.013 −0.011          | 21.70015+0.00202 −0.00191      |                             | 610               | Trânsito             |                   | 0.922+0.401 −0.284        | 5452±138                       | [ 26 ] |
| K2-383 b               | 0.0102±0.0052               | 0.139+0.010 −0.009          | 1.86596±0.00001                |                             | 1270              | Trânsito             |                   | 1.061+0.459 −0.327        | 5129±138                       | [ 26 ] |
| K2-384 b               | 0.0040±0.0026               | 0.096+0.020 −0.005          | 2.23152+0.0019 −0.00032        |                             | 600               | Trânsito             |                   | 0.330±0.009               | 3623±138                       | [ 26 ] |
| K2-384 c               | 0.0054±0.0027               | 0.106+0.004 −0.006          | 4.19476+0.00030 −0.00018       |                             | 480               | Trânsito             |                   | 0.330±0.009               | 3623±138                       | [ 26 ] |
| K2-384 d               | 0.0085±0.0044               | 0.124+0.010 −0.006          | 6.67958+0.00071 −0.00049       |                             | 410               | Trânsito             |                   | 0.330±0.009               | 3623±138                       | [ 26 ] |
| K2-384 e               | 0.0075±0.0042               | 0.120+0.012 −0.007          | 9.71504+0.00100 −0.00073       |                             | 370               | Trânsito             |                   | 0.330±0.009               | 3623±138                       | [ 26 ] |
| K2-384 f               | 0.0179±0.0104               | 0.198+0.008 −0.007          | 13.62749+0.00034 −0.00057      |                             | 330               | Trânsito             |                   | 0.330±0.009               | 3623±138                       | [ 26 ] |
| K2-385 b               | 0.0100±0.0056               | 0.137+0.012 −0.011          | 2.38086+0.00016 −0.00021       |                             | 1100              | Trânsito             | 1370±20           | 0.9270+0.4120 −0.2860     | 4844±138                       | [ 26 ] |
| K2-386 b               | 0.0195±0.0115               | 0.207+0.006 −0.005          | 7.47322+0.00037 −0.00031       |                             | 1010              | Trânsito             | 1400±30           | 0.911+0.088 −0.083        | 5749±22                        | [ 26 ] |
| K2-387 b               | 0.1430±0.0996               | 0.653±0.023                 | 28.73532±0.00099               |                             | 340               | Trânsito             | 870±12            | 0.570+0.051 −0.048        | 3572±138                       | [ 26 ] |
| K2-388 b               | 0.0412±0.0263               | 0.326+0.029 −0.020          | 6.33906+0.00022 −0.00018       |                             | 970               | Trânsito             | 948±13            | 0.8420+0.3760 −0.2590     | 5367±138                       | [ 26 ] |
| K2-389 b               | 0.0177±0.0103               | 0.195±0.010                 | 8.58404+0.00088 −0.00202       |                             | 1050              | Trânsito             | 846±9             | 0.8020+0.3570 −0.2460     | 5782±138                       | [ 26 ] |
| K2-389 c               | 0.0165±0.0085               | 0.182+0.013 −0.012          | 20.85133+0.00280 −0.00298      |                             | 780               | Trânsito             | 846±9             | 0.8020+0.3570 −0.2460     | 5782±138                       | [ 26 ] |
| K2-390 b               | 0.0636±0.0390               | 0.416+0.027 −0.030          | 3.31279±0.00010                |                             | 1310              | Trânsito             | 1490±18           | 0.7890+0.3510 −0.2390     | 5558±138                       | [ 26 ] |
| K2-391 b               | 0.0078±0.0053               | 0.122+0.025 −0.016          | 4.62265+0.00022 −0.00025       |                             | 900               | Trânsito             | 1660±50           | 0.7570+0.3410 −0.2400     | 5543±138                       | [ 26 ] |
| K2-392 b               | 0.0140±0.0079               | 0.165+0.014 −0.013          | 15.39872+0.00242 −0.00193      |                             | 840               | Trânsito             | 1330±30           | 0.8410+0.3700 −0.2580     | 5726±138                       | [ 26 ] |
| K2-393 b               | 0.0199±0.0127               | 0.210+0.015 −0.014          | 10.41318+0.00093 −0.00069      |                             | 950               | Trânsito             | 867±9             | 0.8810+0.3810 −0.2690     | 5678±138                       | [ 26 ] |
| K2-394 b               | 0.0123±0.0063               | 0.151+0.012 −0.011          | 5.09571±0.00011                |                             | 890               | Trânsito             | 319.7±1.5         | 0.478+0.214 −0.147        | 4938±138                       | [ 26 ] |
| K2-395 b               | 0.0240±0.0141               | 0.231+0.017 −0.015          | 4.80335+0.00035 −0.00046       |                             | 910               | Trânsito             | 935±10            | 0.9520+0.4210 −0.2930     | 5007±138                       | [ 26 ] |
| K2-395 c               | 0.0371±0.0220               | 0.303+0.025 −0.022          | 8.49128+0.00033 −0.00030       |                             | 750               | Trânsito             | 935±10            | 0.9520+0.4210 −0.2930     | 5007±138                       | [ 26 ] |
| K2-396 b               | 0.0106±0.0061               | 0.140+0.010 −0.009          | 0.6736±0.00001                 |                             | 1990              | Trânsito             | 897±9             | 0.9540+0.4290 −0.2930     | 5236±138                       | [ 26 ] |
| K2-396 c               | 0.0314±0.0189               | 0.278+0.015 −0.010          | 25.76051+0.00199 −0.00188      |                             | 590               | Trânsito             | 897±9             | 0.9540+0.4290 −0.2930     | 5236±138                       | [ 26 ] |
| K2-397 b               | 0.0212±0.0127               | 0.216±0.016                 | 3.57232+0.00018 −0.00015       |                             | 1210              | Trânsito             | 650±5             | 0.9370+0.4060 −0.2850     | 5387±138                       | [ 26 ] |
| K2-398 b               | 0.0191±0.0112               | 0.203+0.010 −0.009          | 6.39302+0.00113 −0.00075       |                             | 1240              | Trânsito             | 1980±40           | 0.9450+0.0900 −0.0830     | 5946±20                        | [ 26 ] |
| K2-398 c               | 0.0736±0.0412               | 0.455±0.013                 | 18.78783+0.00087 −0.00099      |                             | 870               | Trânsito             | 1980±40           | 0.9450+0.0900 −0.0830     | 5946±20                        | [ 26 ] |
| K2-399 b               | 0.1015±0.0697               | 0.540+0.093 −0.042          | 0.75997±0.00001                |                             | 2780              | Trânsito             | 1680±40           | 0.783+0.131 −0.114        | 5690±38                        | [ 26 ] |
| K2-400 b               | 0.0051±0.0025               | 0.103±0.004                 | 3.86505±0.00018                |                             | 570               | Trânsito             | 203.5±0.8         | 0.374±0.009               | 3578±138                       | [ 26 ] |
| K2-401 b               | 0.0183±0.0117               | 0.201+0.018 −0.017          | 6.29309+0.00057 −0.00070       |                             | 660               | Trânsito             | 655±5             | 0.8700+0.3950 −0.2690     | 4213±138                       | [ 26 ] |
| K2-402 b               | 0.0245±0.0149               | 0.239+0.019 −0.017          | 17.27474+0.00259 −0.00317      |                             | 870               | Trânsito             | 1710±60           | 0.9440+0.4190 −0.2900     | 5716±138                       | [ 26 ] |
| K2-403 b               | 0.0783±0.0515               | 0.476+0.031 −0.034          | 33.58977±0.00076               |                             | 580               | Trânsito             | 804±8             | 0.7840+0.3400 −0.2410     | 5511±138                       | [ 26 ] |
| K2-404 b               | 0.0230±0.0127               | 0.225±0.007                 | 13.11536+0.00044 −0.00060      |                             | 450               | Trânsito             | 397±2             | 0.552±0.015               | 3748±138                       | [ 26 ] |
| K2-405 b               | 0.0586±0.0342               | 0.407+0.007 −0.010          | 3.43547±0.00003                |                             | 980               | Trânsito             | 643±7             | 1.034+0.459 −0.314        | 4927±138                       | [ 26 ] |
| K2-406 b               | 0.063±0.039                 | 0.410+0.027 −0.026          | 22.5494+0.00137 −0.00143       |                             | 720               | Trânsito             | 278±2             | 0.7980+0.3390 −0.2450     | 5784±138                       | [ 26 ] |
| K2-407 b               | 0.0066±0.0035               | 0.114+0.008 −0.007          | 4.9419+0.00066 −0.00069        |                             | 1110              | Trânsito             |                   |                           |                                | [ 26 ] |
| K2-407 c               | 0.0078±0.0044               | 0.121+0.008 −0.007          | 9.22453+0.00132 −0.00091       |                             | 900               | Trânsito             |                   |                           |                                | [ 26 ] |
| K2-408 b               | 0.0122±0.0062               | 0.149+0.010 −0.009          | 20.97895+0.00130 −0.00124      |                             | 610               | Trânsito             |                   |                           |                                | [ 26 ] |
| K2-409 b               | 0.0212±0.0127               | 0.221+0.015 −0.014          | 1.90808+0.00004 −0.00005       |                             | 1800              | Trânsito             |                   |                           |                                | [ 26 ] |
| EPIC 206317286 c       | 0.0168±0.098                | 0.186+0.015 −0.014          | 17.51547+0.00228 −0.00296      |                             | 570               | Trânsito             |                   | 0.832+0.253 −0.367        | 4752±138                       | [ 26 ] |
| TOI-1696 b             | 0.1781                      | 0.276±0.010                 | 2.500311±0.000004              | 0.0229±0.0002               | 489±13            | Trânsito             | 210.8±0.5         | 0.255±0.0066              | 3185±76                        | [ 27 ] [ 28 ] |
| TOI-1670 b             | 0.04±0.03                   | 0.184+0.017 −0.013          | 10.98462+0.00046 −0.00051      | 0.103±0.002                 | 1062+14 −13       | Trânsito             | 540.6+1.0 −1.2    | 1.21±0.02                 | 6170±61                        | [ 29 ] |
| TOI-1670 c             | 0.63+0.09 −0.08             | 0.987±0.025                 | 40.74976+0.000022 −0.00021     | 0.249±0.005                 | 684±9             | Trânsito             | 540.6+1.0 −1.2    | 1.21±0.02                 | 6170±61                        | [ 29 ] |
| TOI-3757 b             | 0.2684±0.0276               | 1.07+0.04 −0.05             | 3.4387530+0.0000039 −0.0000040 | 0.03845±0.00043             | 759±13            | Trânsito             | 579±2             | 0.64±0.02                 | 3913±56                        | [ 30 ] |
| TYC 2187-512-1 b       | 0.33±0.02                   |                             | 691.90+8.77 −8.61              | 1.22±0.02                   |                   | Vel. radial          | 50.512±0.016      | 0.498±0.019               | 3734±54                        | [ 31 ] |
| KMT-2021-BLG-1077Lb    | 0.22+0.31 −0.12             |                             |                                | 1.26+1.41 −1.08             |                   | Microlente           | 27000±3000        | 0.14+0.19 −0.07           |                                | [ 32 ] |
| KMT-2021-BLG-1077Lc    | 0.25+0.35 −0.13             |                             |                                | 0.93+1.05 −0.80             |                   | Microlente           | 27000±3000        | 0.14+0.19 −0.07           |                                | [ 32 ] |
| K2-2016-BLG-0005Lb     | 1.1±0.1                     |                             |                                | 4.4+1.9 −0.4                | 4700+3300 −700    | Microlente           | 17000±700         | 0.58±0.03                 |                                | [ 1 ] |
| KMT-2019-BLG-1042Lb    | 0.19+0.21 −0.11             |                             |                                | 1.7±0.5                     |                   | Microlente           | 22000+3000 −5000  | 0.30+0.34 −0.18           |                                | [ 33 ] |
| KMT-2019-BLG-1552Lb    | 4.05+1.73 −1.85             |                             |                                | 2.6+0.6 −0.8                |                   | Microlente           | 15000+6000 −5000  | 0.79+0.33 −0.36           |                                | [ 33 ] |
| KMT-2019-BLG-2974Lb    | 0.28+0.29 −0.18             |                             |                                | 2.0+0.8 −0.7                |                   | Microlente           | 20000+5000 −7000  | 0.47+0.41 −0.28           |                                | [ 33 ] |
| TOI-620 b              |                             |                             | 5.0988179+0.0000045 −0.0000046 | 0.04825+0.00065 −0.00066    | 603.6+5.5 −5.3    | Trânsito             | 107.81±0.19       | 0.577+0.024 −0.023        | 3708+57 −56                    | [ 34 ] |
| MOA-2020-BLG-135Lb     | 0.036+0.060 −0.021          |                             |                                | 1.11+0.23 −0.20             |                   | Microlente           | 26000±3000        | 0.23+0.39 −0.14           |                                | [ 35 ] |
| OGLE-2018-BLG-1126b    | 0.056+0.033 −0.031          |                             |                                | 3.23+1.29 −1.71             |                   | Microlente           | 19000+6000 −8000  | 0.69+0.41 −0.38           |                                | [ 36 ] |
| KMT-2018-BLG-2004b     | 0.27±\0.12                  |                             |                                | 4.62+0.80 −1.10             |                   | Microlente           | 23000+3000 −4000  | 0.69+0.32 −0.31           |                                | [ 36 ] |
| OGLE-2018-BLG-1647b    | 0.97+1.78 −0.56             |                             |                                | 1.36+0.20 −0.17             |                   | Microlente           | 26000+4000 −3000  | 0.092+0.170 −0.053        |                                | [ 36 ] |
| OGLE-2018-BLG-1367b    | 0.95+0.75 −0.44             |                             |                                | 3.63+1.02 −0.96             |                   | Microlente           |                   | 0.28+0.22 −0.13           |                                | Várias soluções para separação congelada                                                                           |
| OGLE-2018-BLG-1544b    | 11.2+6.3 −5.9               |                             |                                | 6.21+1.32 −2.10             |                   | Microlente           | 21000+4000 −7000  | 0.62+0.38 −0.36           |                                | Várias soluções para separação congelada                                                                           |
| OGLE-2018-BLG-0932b    | 0.89+0.36 −0.31             |                             |                                | 1.75+0.24 −0.23             |                   | Microlente           | 22000±3000        | 0.72+0.29 −0.25           |                                | [ 36 ] |
| OGLE-2018-BLG-1212b    | 0.20+0.16 −0.13             |                             |                                | 1.68+1.47 −0.63             |                   | Microlente           | 5100+4100 −1800   | 0.16+0.12 −0.10           |                                | [ 36 ] |
| KMT-2018-BLG-2718b     | 16.0+11.7 −8.0              |                             |                                | 4.86+2.97 −2.55             |                   | Microlente           | 15000+10000 −7000 | 0.82+0.57 −0.39           |                                | [ 36 ] |
| HD 83443 c             | 1.5+0.5 −0.2                |                             | 8241+1019 −530                 | 8.0±0.8                     |                   | Vel. radial          | 133.6±0.2         | 1.00±0.03                 | 5442±17                        | Órbita excêntrica devido a um Júpiter quente no sistema                                                            |
| OGLE-2019-BLG-1470LABc | 2.2+1.8 −1.3                |                             |                                | 3.1+1.2 −1.1                |                   | Microlente           | 20000±4000        | 0.55+0.17                 |                                | Planeta circumbinário                                                                                              |
| Gliese 514b            | 0.0164±0.0028               |                             | 140.43±0.41                    | 0.422+0.014 −0.015          | 202±11            | Vel. radial          | 24.850±0.010      | 0.510±0.051               | 3714±51                        | Órbita planetária parcialmente em zona habitável                                                                   |
| TOI-1710 b             | 0.0890±0.0148               | 0.477±0.010                 | 24.283429±0.00043              | 0.16±0.04                   | 687±50            | Trânsito             | 264.7±0.2         | 0.984+0.050 −0.059        | 5665±55                        | [ 40 ] |
| HD 260655 b            | 0.0067±0.0011               | 0.111±0.002                 | 2.76953±0.00003                | 0.02933±0.00024             | 709±4             | Trânsito             | 32.63±0.07        | 0.439±0.011               | 3803±10                        | Estrela-mãe também conhecida como TOI-4599                                                                         |
| HD 260655 c            | 0.0097±0.0015               | 0.137±0.004                 | 5.70588±0.00007                | 0.04749±0.00039             | 557±3             | Trânsito             | 32.63±0.07        | 0.439±0.011               | 3803±10                        | Estrela-mãe também conhecida como TOI-4599                                                                         |
| KMT-2021-BLG-0240 b    | 0.40+0.07 −0.08             |                             |                                | 2.5+2.8 −1.9                |                   | Microlente           | 23000+3000 −5000  | 0.47+0.33 −0.24           |                                | Várias soluções para a separação orbital                                                                           |
| KMT-2021-BLG-0240 c    | 0.64+0.25 −0.24             |                             |                                | 1.0+1.1 −0.8                |                   | Microlente           | 23000+3000 −5000  | 0.47+0.33 −0.24           |                                | Várias soluções para a separação orbital                                                                           |
| KMT-2021-BLG-1898 b    | 0.73+0.50 −0.40             |                             |                                | 1.9+0.3 −0.5                |                   | Microlente           | 23000+3000 −4000  | 0.48+0.33 −0.26           |                                | Possivelmente um sistema estelar binário                                                                           |
| TOI-1246 b             | 0.0255±0.0035               | 0.269±0.005                 | 4.30744±0.00002                | 0.049±0.002                 | 955               | Trânsito             | 557.9±1.0         | 1.12±0.16                 | 5217±50                        | [ 44 ] |
| TOI-1246 c             | 0.0277±0.0038               | 0.224±0.007                 | 5.904144±0.000083              | 0.061±0.002                 | 860               | Trânsito             | 557.9±1.0         | 1.12±0.16                 | 5217±50                        | [ 44 ] |
| TOI-1246 d             | 0.0167±0.0053               | 0.313±0.008                 | 18.65590±0.00048               | 0.131±0.004                 | 586               | Trânsito             | 557.9±1.0         | 1.12±0.16                 | 5217±50                        | [ 44 ] |
| TOI-1246 e             | 0.0466±0.0072               | 0.338±0.014                 | 37.9216±0.0010                 | 0.211±0.007                 | 462               | Trânsito             | 557.9±1.0         | 1.12±0.16                 | 5217±50                        | [ 44 ] |
| HIP 94235 b            |                             | 0.268±0.027                 | 7.713057±0.000021              | 0.07870+0.00056 −0.00017    | 1060±50           | Trânsito             | 191.2±0.4         | 1.094+0.024 −0.007        | 5991±50                        | Estrela-mãe também conhecida como TOI-4399, compartilha sistema com uma anã vermelha                               |
| HIP 34269 b            | 0.0052±0.0007               | 0.103±0.005                 | 0.548177±0.000019              | 0.01188±0.00040             | 1617±41           | Trânsito             | 154.81±0.15       | 0.740±0.017               | 4440±100                       | Estrela-mãe também conhecida como TOI-500                                                                          |
| HIP 34269 c            | 0.0146±0.0016               |                             | 6.6356±0.0040                  |                             |                   | Vel. radial          | 154.81±0.15       | 0.740±0.017               | 4440±100                       | Estrela-mãe também conhecida como TOI-500                                                                          |
| HIP 34269 d            | 0.1055±0.0033               |                             | 26.233±0.020                   |                             |                   | Vel. radial          | 154.81±0.15       | 0.740±0.017               | 4440±100                       | Estrela-mãe também conhecida como TOI-500                                                                          |
| HIP 34269 e            | 0.0376±0.0042               |                             | 61.30±0.28                     |                             |                   | Vel. radial          | 154.81±0.15       | 0.740±0.017               | 4440±100                       | Estrela-mãe também conhecida como TOI-500                                                                          |
| TOI-1820 b             | 2.3±0.2                     | 1.12±0.02                   | 4.860700±0.000010              | 0.069±0.005                 | 1295±11           | Trânsito             | 807±13            | 1.04±0.13                 | 5734±50                        | [ 47 ] |
| TOI-2025 b             | 4.4±0.4                     | 1.120±0.009                 | 8.872086±0.000009              | 0.089±0.004                 | 1186±11           | Trânsito             | 1106±7            | 1.32±0.14                 | 5880±53                        | [ 47 ] |
| TOI-2158 b             | 0.82±0.08                   | 0.960±0.012                 | 8.60077±0.00003                | 0.075±0.004                 | 1188±10           | Trânsito             | 652±3             | 1.12±0.12                 | 5673±50                        | [ 47 ] |
| HIP 63374 B            | 11±3                        |                             |                                | 30.02±0.12                  |                   | Imagem direta        | 176.4±0.3         | 1.211±0.006               |                                | [ 48 ] |
| HIP 60584 B            | 8±3                         |                             |                                | 16.58±0.15                  |                   | Imagem direta        | 99.60±0.12        | 1.352±0.014               |                                | [ 48 ] |
| TOI-1181 b             | 1.18±0.14                   | 1.30±0.08                   | 2.103195+0.000012 −0.000011    |                             | 2162              | Trânsito             | 1013±3            | 1.38+0.086 −0.082         | 6260±100                       | Estrela-mãe subgigante                                                                                             |
| TOI-1516 b             | 3.16±0.12                   | 1.36±0.03                   | 2.056014±0.000002              |                             | 1820              | Trânsito             | 804.6±1.9         | 1.085+0.061 −0.066        | 6420±100                       | [ 49 ] |
| TOI-2046 b             | 2.30±0.08                   | 1.44±0.11                   | 1.4971842+0.0000031 −0.0000033 |                             | 1998              | Trânsito             | 940±3             | 1.153+0.100 −0.093        | 6160±100                       | Estrela-mãe jovem                                                                                                  |
| WASP-132c              | 0.165±0.009                 |                             | 1.011534±0.000005              | 0.0182±0.0003               |                   | Trânsito             | 390               | 0.782±0.034               | 4714+87 −88                    | [ 50 ] |
| TOI-1811 b             | 0.974+0.075 −0.076          | 1.002+0.026 −0.024          | 3.7130818±0.0000028            | 0.04393+0.00058 −0.00054    | 961.5±8           | Trânsito             | 418±3             | 0.819+0.033 −0.030        | 4753+54 −55                    | [ 51 ] |
| TOI-2025 b             | 3.51+0.36 −0.35             | 1.118+0.031 −0.030          | 8.8720942+0.0000080 −0.0000079 | 0.0886+0.0019 −0.0024       | 1172+18 −17       | Trânsito             | 1095±11           | 1.176+0.079 −0.091        | 5928+76 −75                    | [ 51 ] |
| TOI-2145 b             | 5.35+0.32 −0.35             | 1.103+0.031 −0.029          | 10.261081+0.000026 −0.000027   | 0.1108+0.0012 −0.0015       | 1484+16 −14       | Trânsito             | 733±5             | 1.720+0.057 −0.068        | 6189±67                        | Estrela-mãe também conhecida como HIP 86040                                                                        |
| TOI-2152A b            | 2.83+0.38 −0.37             | 1.281+0.050 −0.046          | 3.3773512+0.0000060 −0.0000061 | 0.05064+0.00093 −0.0011     | 1802+60 −54       | Trânsito             | 988±13            | 1.516+0.085 −0.10         | 6630+300 −290                  | Planeta orbitando primário de estrela binária                                                                      |
| TOI-2154 b             | 0.92+0.19 −0.18             | 1.453+0.053 −0.048          | 3.8240801±0.0000025            | 0.0513+0.0011 −0.0013       | 1580±27           | Trânsito             | 967±10            | 1.233+0.077 −0.090        | 6280±160                       | [ 51 ] |
| TOI-2497 b             | 5.21±0.52                   | 1.000+0.040 −0.038          | 10.655661±0.000026             | 0.1167+0.0018 −0.0017       | 1596+44 −41       | Trânsito             | 930±14            | 1.861+0.086 −0.081        | 7360+290 −270                  | [ 51 ] |
| Mu2 Scorpii b          | 14.4                        |                             |                                | 290                         |                   | imaging              | 474               | 9.1                       | 21900                          | [ 52 ] |
| Mu2 Scorpii c          | 18.5                        |                             |                                | 21                          |                   | imaging              | 474               | 9.1                       | 21900                          | [ 52 ] |
| HD 28109 b             | 0.058+0.029 −0.024          | 0.196±0.009                 | 22.89104+0.00035 −0.00036      | 0.1357±0.0034               | 881.2±7.5         | Trânsito             | 457.0±0.6         | 1.26±0.08                 | 6120±50                        | [ 53 ] |
| HD 28109 c             | 0.025+0.013 −0.010          | 0.378±0.010                 | 56.00819+0.00194 −0.00202      | 0.308±0.011                 | 585.2+8.7 −8.3    | Trânsito             | 457.0±0.6         | 1.26±0.08                 | 6120±50                        | [ 53 ] |
| HD 28109 d             | 0.018+0.009 −0.007          | 0.290±0.010                 | 84.25999+0.00744 −0.00662      | 0.411±0.016                 | 506.5+8.7 −8.0    | Trânsito             | 457.0±0.6         | 1.26±0.08                 | 6120±50                        | [ 53 ] |
| TOI-2193 b             | 0.94±0.18                   | 1.77                        | 2.1225735±0.0000016            | 0.03319+0.00052 −0.00051    | 1763+21 −22       | Trânsito             | 1126±3            | 1.082+0.052 −0.049        | 5974±110                       | Também 0.54M☉ estrela no sistema                                                                                   |
| TOI-2207 b             | 0.64+0.10 −0.12             | 0.995+0.028 −0.027          | 8.001968+0.000024 −0.000025    | 0.0854+0.0015 −0.0016       | 1259+16 −15       | Trânsito             | 1242±9            | 1.296+0.069 −0.072        | 6075±110                       | [ 54 ] |
| TOI-2236 b             | 1.58+0.40 −0.39             | 1.282+0.032 −0.031          | 3.5315902±0.0000026            | 0.05009+0.00080 −0.00082    | 1688+19 −21       | Trânsito             | 1149±5            | 1.343+0.066 −0.065        | 6164±50                        | [ 54 ] |
| TOI-2421 b             | 0.333±0.079                 | 0.925+0.035 −0.034          | 4.3474032+0.0000079 −0.0000078 | 0.0543+0.0021 −0.0010       | 1534+20 −28       | Trânsito             | 1067±7            | 1.131+0.130 −0.064        | 5577±50                        | [ 54 ] |
| TOI-2567 b             | 0.201+0.034 −0.031          | 0.975+0.031 −0.029          | 5.983944±0.000013              | 0.0672+0.0024 −0.0012       | 1352+18 −19       | Trânsito             | 1691±8            | 1.130+0.130 −0.059        | 5650±50                        | [ 54 ] |
| TOI-2570 b             | 0.820+0.063 −0.065          | 1.217+0.035 −0.034          | 2.9887615±0.0000022            | 0.04145+0.00081 −0.00086    | 1431+24 −23       | Trânsito             | 1179±6            | 1.063+0.063 −0.065        | 5765±50                        | [ 54 ] |
| TOI-3331 b             | 2.27±0.16                   | 1.158±0.043                 | 2.0180231+0.0000043 −0.0000044 | 0.03144+0.00048 −0.00055    | 1488+31 −29       | Trânsito             | 733±4             | 1.016+0.047 −0.052        | 5521±110                       | Também 0.6M☉ estrelas no sistema                                                                                   |
| TOI-3540 b             | 1.18±0.14                   | 2.10                        | 3.1199990±0.0000079            | 0.04289+0.00092 −0.00093    | 1498±22           | Trânsito             | 921±10            | 1.081+0.071 −0.069        | 5969±50                        | Também 0.8M☉ estrelas no sistema                                                                                   |
| TOI-3693 b             | 1.02+0.24 −0.22             | 1.124+0.029 −0.023          | 9.088516+0.000026 −0.000027    | 0.0813+0.0011 −0.0012       | 801+13 −12        | Trânsito             | 576±2             | 0.867+0.036 −0.037        | 5274±50                        | [ 54 ] |
| TOI-4137 b             | 1.44+0.17 −0.15             | 1.211+0.040 −0.039          | 3.8016122±0.0000065            | 0.05222+0.00089 −0.00096    | 1570+25 −24       | Trânsito             | 1128±7            | 1.313+0.068 −0.071        | 6134±50                        | [ 54 ] |
| Gaia-1b                | 1.68±0.11                   | 1.229±0.021                 | 3.052524±0.000017              | 0.04047±0.00094             |                   | Trânsito             | 1201±7            | 0.949±0.066               | 5470±110                       | Primeiro exoplaneta confirmado descoberto por Gaia, junto com Gaia-2b                                              |
| Gaia-2b                | 0.817±0.047                 | 1.322±0.013                 | 3.6915224±0.0000039            | 0.0467±0.0015               |                   | Trânsito             | 676±3             | 1.000±0.095               | 5720±84                        | Primeiro exoplaneta confirmado descoberto por Gaia, junto com Gaia-1b                                              |
| OGLE-2017-BLG-1691Lb   | 0.046+0.037 −0.025          |                             |                                | 2.41+0.34 −0.44             |                   | Microlente           | 24000+3000 −4000  | 0.45+0.36 −0.25           |                                | Estrela-mãe também conhecida como KMT-2017-BLG-0752                                                                |
| KMT-2021-BLG-0320Lb    | 0.10+0.13 −0.07             |                             |                                | 1.54+0.24 −0.30             |                   | Microlente           | 23000+3000 −4000  | 0.32+0.39 −0.21           |                                | [ 56 ] |
| KMT-2021-BLG-1303Lb    | 0.38+0.22 −0.20             |                             |                                | 2.89+0.44 −0.66             |                   | Microlente           | 20000+3000 −5000  | 0.57+0.32 −0.29           |                                | Estrela-mãe também conhecida como MOA-2021-BLG-182                                                                 |
| KMT-2021-BLG-1554Lb    | 0.12+0.20 −0.07             |                             |                                | 0.72+0.13 −0.14             |                   | Microlente           | 25000+3000 −4000  | 0.08+0.13 −0.04           |                                | [ 56 ] |
| TOI-1107b              | 3.35±0.18                   | 1.30±0.05                   | 4.0782387+0.0000024 −0.0000025 | 0.0561+0.0024 −0.0025       | 1728±27           | Trânsito             | 925±7             | 1.35±0.08                 | 6311±98                        | [ 57 ] |
| Ross 508 b             | 0.0126±0.0019               |                             | 10.76+0.01 −0.02               | 0.05353+0.00047 −0.00051    |                   | Vel. radial          | 36.594±0.011      | 0.1774±0.0045             | 3071+34 −22                    | Estrela-mãe também conhecida como Gliese 585, planeta próximo da zona habitável                                    |
| KMT-2021-BLG-0171Lb    | 0.0352+0.0173 −0.0142       |                             |                                | 3.5+1.3 −1.0                |                   | Microlente           | 15000+5000 −4000  | 0.78+0.29 −0.26           |                                | [ 59 ] |
| KMT-2021-BLG-1689Lb    | 0.145+0.094 −0.072          |                             |                                | 2.5+0.8 −06                 |                   | Microlente           | 23000+2000 −4000  | 0.58+0.33 −0.27           |                                | [ 59 ] |
| HD 33142 d             | 0.89+0.06 −0.05             |                             | 810.2+3.8 −4.2                 | 1.955+0.016 −0.012          |                   | Vel. radial          | 394.3±0.9         | 1.52±0.03                 | 5025.4+23.6 −15.5              | Estrela-mãe gigante                                                                                                |
| TOI-2048 b             |                             | 0.184±0.018                 | 13.79019+0.00065 −0.00084      |                             | 640±20            | Trânsito             | 379.7±0.5         | 0.83±0.03                 | 5185±60                        | Estrela-mãe jovem pertence a NGC 3532                                                                              |
| Kepler-1656 c          | 0.40±0.09                   |                             | 1919+27 −24                    | 3.053±0.049                 |                   | Vel. radial          |                   | 1.03±0.04                 |                                | [ 62 ] |
| TOI-4479 b             | 0.0261+0.0252 −0.0126       | 0.252±0.057                 | 1.15890+0.00001 −0.00002       | 0.0164+0.0015 −0.0029       | 861+64 −103       | Trânsito             | 262.9±0.3         | 0.452±0.090               | 3400±100                       | [ 63 ] |
| TOI-2081 b             | 0.0157+0.0151 −0.0076       | 0.182±0.046                 | 10.50534+0.00007 −0.00008      | 0.0752+0.0047 −0.0119       | 488+28 −52        | Trânsito             | 203.26±0.16       | 0.540±0.080               | 3800±100                       | [ 63 ] |
| KMT-2018-BLG-0030b     | 1.45+1.23 −0.88             |                             |                                | 4.39+2.18 −2.40             |                   | Microlente           | 21000+4000 −6000  | 0.51+0.43 −0.31           |                                | [ 64 ] |
| KMT-2018-BLG-0087b     | 0.23+0.32 −0.12             |                             |                                | 0.87+0.24 −0.25             |                   | Microlente           | 23000+3000 −4000  | 0.10+0.14 −0.05           |                                | [ 64 ] |
| KMT-2018-BLG-0247b     | 2.11+2.09 −1.04             |                             |                                | 2.46+0.51 −0.58             |                   | Microlente           | 22000+3000 −4000  | 0.29+0.28 −0.14           |                                | [ 64 ] |
| OGLE-2018-BLG-0298Lb   | 0.14+0.07 −0.06             |                             |                                | 2.86+0.73 −0.80             |                   | Microlente           | 21000+3000 −4000  | 0.69+0.34 −0.30           |                                | [ 64 ] |
| KMT-2018-BLG-2602b     | 1.15+0.73 −0.63             |                             |                                | 3.81+2.96 −2.32             |                   | Microlente           | 14000±6000        | 0.66+0.42 −0.36           |                                | [ 64 ] |
| OGLE-2018-BLG-1119Lb   | 0.91+0.66 −0.52             |                             |                                | 4.06+2.14 −2.58             |                   | Microlente           | 19000+5000 −8000  | 0.48+0.35 −0.28           |                                | [ 64 ] |
| TOI-1272 b             | 0.0774±0.0072               | 0.370±0.019                 | 3.31599±0.00002                | 0.0412±0.0008               | 961±32            | Trânsito             | 450.6±1.3         | 0.851±0.049               | 4985±121                       | [ 65 ] |
| TOI-1272 c             | 0.0840±0.0098               |                             | 8.689±0.008                    | 0.0783±0.0014               | 697±23            | Vel. radial          | 450.6±1.3         | 0.851±0.049               | 4985±121                       | [ 65 ] |
| TOI-1422 b             | 0.0283+0.0072 −0.0063       | 0.354+0.012 −0.010          | 12.9972±0.0006                 | 0.108±0.003                 | 867±17            | Trânsito             | 504.17+0.12 −0.09 | 0.981+0.062 −0.065        | 5840±62                        | Outro planeta no sistema é suspeito                                                                                |
| NGTS-20 b              | 2.98+0.16 −0.15             | 1.07±0.04                   | 54.18915±0.00015               | 0.313±0.013                 | 688+14 −13        | Trânsito             | 1195±8            | 1.47±0.09                 | 5980±80                        | Exolaneta em órbita excêntrica, estrela-mãe também conhecida como TOI-5152                                         |
| TOI-5153 b             | 3.26+0.18 −0.17             | 1.06±0.04                   | 20.33003±0.00007               | 0.158±0.006                 | 906±13            | Trânsito             | 1272.336±11       | 1.24±0.07                 | 6300±80                        | [ 67 ] |
| KMT-2021-BLG-0712b     | 0.12+0.06 −0.04             |                             |                                | 2.22+0.66 −0.48             |                   | Microlente           | 10000+3000 −2000  | 0.22+0.12 −0.07           |                                | [ 68 ] |
| KMT-2021-BLG-0909b     | 1.26+1.01 −0.66             |                             |                                | 1.75±0.42                   |                   | Microlente           | 21000+3000 −5000  | 0.38+0.30 −0.20           |                                | [ 68 ] |
| KMT-2021-BLG-2478b     | 0.80+0.56 −0.35             |                             |                                | 1.38±0.26                   |                   | Microlente           | 8000+4000 −3000   | 0.12+0.09 −0.06           |                                | [ 68 ] |
| KMT-2021-BLG-1105b     | 1.30±0.68                   |                             |                                | 3.54±1.06                   |                   | Microlente           | 15000±5000        | 0.63±0.33                 |                                | [ 68 ] |
| CoRoT-35b              | 1.10±0.37                   | 1.68±0.11                   | 3.22748±0.00008                | 0.04290±0.00092             | 1747±62           | Trânsito             | 3700±200          | 1.01+0.07 −0.06           | 6390±130                       | [ 69 ] |
| CoRoT-36b              | 0.68+0.47 −0.43             | 1.41±0.14                   | 5.616531±0.000023              | 0.066±0.007                 | 1567±35           | Trânsito             | 3110±60           | 1.32±0.09                 | 6730±140                       | [ 69 ] |
| Gliese 3929 c          | 0.0180±0.0029               |                             | 15.04±0.03                     | 0.081±0.002                 | 317±3             | Vel. radial          | 51.64±0.02        | 0.309±0.014               | 3369±51                        | [ 15 ] |
| HD 93963A b            |                             | 0.121±0.004                 | 1.0391353+0.0000049 −0.0000045 | 0.02085±0.00037             | 2042±27           | Trânsito             | 268.6±1.3         | 1.109±0.043               | 5987±64                        | Estrela-mãe também conhecida como TOI-1797                                                                         |
| HD 93963A c            |                             | 0.288±0.005                 | 3.6451398+0.0000106 −0.0000142 | 0.04813±0.00085             | 1344±18           | Trânsito             | 268.6±1.3         | 1.109±0.043               | 5987±64                        | Estrela-mãe também conhecida como TOI-1797                                                                         |
| GJ 3090 b              | 0.0105                      | 0.19                        | 2.8531042±0.0000032            | 0.03165                     | 696               | Trânsito             | 73.21±0.04        | 0.519±0.013               | 3556±70                        | Estrela-mãe também conhecida como TOI-177                                                                          |
| GJ 3090 c              | 0.0538                      |                             | 12.734+0.033 −0.026            | 0.08575                     | 421               | Vel. radial          | 73.21±0.04        | 0.519±0.013               | 3556±70                        | Estrela-mãe também conhecida como TOI-177                                                                          |
| OGLE-2019-BLG-0362Lb   | 3.26+0.83 −0.58             |                             |                                | 2.18+0.58 −0.72             |                   | Microlente           | 19000±2000        | 0.42+0.34 −0.23           |                                | Múltiplas soluções para parâmetros planetários                                                                     |
| HD 206893 c            | 12.3+1.1 −1.2               | 1.46+0.18 −0.06             | 2082                           | 3.53+0.08 −0.07             | 1181.9+20.6 −53.9 | Vel. radial          | 125.1±2.6         | 1.24                      | 6486                           | Algum deutério queimando apesar de sua baixa massa, também outra anã marrom está presente no sistema               |
| TOI-2196 b             | 0.0818±0.0041               | 0.313±0.013                 | 1.1947268+0.0000079 −0.0000093 | 0.02234±0.00060             | 1860±20           | Trânsito             | 861±3             | 1.032±0.038               | 5634±31                        | Deserto Neptuniano desértico                                                                                       |
| TOI-1452 b             | 0.0152±0.0041               | 0.149±0.006                 | 11.06201±0.00002               | 0.061±0.003                 | 326±7             | Trânsito             | 99.51±0.04        | 0.249±0.008               | 3185±50                        | Também uma anã vermelha em uma separação de 97 UA no sistema                                                       |
| HD 56414 b             | 0.0944±0.0053               | 0.331±0.018                 | 29.04992±0.00021               | 0.229±0.004                 | 1133±30           | Trânsito             | 873±3             | 1.89±0.11                 | 8500±150                       | Estrela-mãe também conhecida como TOI-1228                                                                         |
| TOI-1468 b             | 0.0101±0.0008               | 0.114±0.003                 | 1.8805136+0.0000024 −0.0000026 |                             | 682.2+7.4 −6.9    | Trânsito             | 80.64±0.07        | 0.339±0.011               | 3496±25                        | [ 77 ] |
| TOI-1468 c             | 0.0209±0.0021               | 0.184±0.004                 | 15.532482+0.000034 −0.000033   |                             | 337.5+3.7 −3.4    | Trânsito             | 80.64±0.07        | 0.339±0.011               | 3496±25                        | [ 77 ] |
| TOI-4562 b             | 3.29+1.88 −0.82             | 1.072+0.044 −0.043          | 225.11757+0.00027 −0.00025     | 0.771±0.013                 | 349±10            | Trânsito             | 1131±12           | 1.218+0.054 −0.048        | 6096±32                        | Órbita altamente excêntrica                                                                                        |
| HD 21019 b             | 0.014±0.002                 |                             | 2.56                           | 0.034±0.002                 |                   | Vel. radial          | 120               |                           |                                | Estrela-mãe também conhecida como GJ 2030                                                                          |
| HD 21019 c             | 12.934±2.361                |                             | 25600±2500                     | 16.752±1.312                |                   | Vel. radial          | 120               |                           |                                | Estrela-mãe também conhecida como GJ 2030                                                                          |
| HD 21175 b             | 0.038±0.010                 |                             | 10.6                           | 0.091±0.004                 |                   | Vel. radial          | 57.7              |                           |                                | Estrela-mãe também conhecida como GJ 3222, planeta em órbita extremamente excêntrica, também anã marrom no sistema |
| HD 199981 b            | 10.070±2.483                |                             | 21000±8000                     | 13.048±3.073                |                   | Vel. radial          | 66.7±2.4          |                           |                                | Estrela-mãe também conhecida como GJ 9714                                                                          |
| HD 105618 b            | 0.079±0.008                 |                             | 9.9                            | 0.091±0.004                 |                   | Vel. radial          | 227.8±0.4         |                           |                                | Também anã marrom no sistema                                                                                       |
| KMT-2017-BLG-0673Lb    | 3.67+2.17 −2.07             |                             |                                | 2.34+0.56 −0.74             |                   | Microlente           | 17000+4000 −5000  | 0.63+0.37 −0.35           |                                | [ 80 ] |
| KMT-2019-BLG-0414Lb    | 4.57+3.74 −2.06             |                             |                                | 1.16+0.47 −0.51             |                   | Microlente           | 14000+5000 −6000  | 0.74+0.43 −0.38           |                                | [ 80 ] |
| KMT-2021-BLG-0119Lb    | 5.97+2.94 −2.60             |                             |                                | 3.23+0.76 −0.80             |                   | Microlente           | 11000+6000 −4000  | 0.69+0.34 −0.30           |                                | Múltiplas soluções orbitais                                                                                        |
| KMT-2021-BLG-0192Lb    | 0.19+0.09 −0.10             |                             |                                | 2.07+0.35 −0.47             |                   | Microlente           | 22000+3000 −5000  | 0.55+0.26 −0.28           |                                | Múltiplas soluções orbitais                                                                                        |
| KMT-2021-BLG-2294Lb    | 0.07+0.10 −0.03             |                             |                                | 0.94±0.16                   |                   | Microlente           | 22000±3000        | 0.11+0.17 −0.06           |                                | Múltiplas soluções orbitais                                                                                        |
| HD 3167 e              | 0.0306±0.0037               |                             | 102.09+0.52 −0.50              | 0.4048+0.0077 −0.0074       | 375±7             | Vel. radial          | 154.59±0.13       | 0.852+0.026 −0.015        | 5300±73                        | [ 82 ] |
| TOI-1669 b             | 0.0132±0.0085               | 0.214±0.016                 | 2.7                            |                             |                   | Trânsito             | 364.6             | 1.00±0.05                 | 5542.3±100.0                   | Estrela-mãe também conhecida como BD+82 71, planeta suspeito desde 2020                                            |
| TOI-1669 c             | 0.602±0.078                 |                             | 501±16                         |                             |                   | Vel. radial          | 364.6             | 1.00±0.05                 | 5542.3±100.0                   | Estrela-mãe também conhecida como BD+82 71, suspeita-se de uma companheira adicional de longo período              |
| TOI-1694 b             | 0.0979±0.0066               | 0.461±0.016                 | 3.8                            |                             |                   | Trânsito             | 405.7             | 0.84±0.03                 | 5066±100                       | Estrela-mãe também conhecida como TYC 4108-1434-1, exoplaneta suspeito desde 2020                                  |
| TOI-1694 c             | 0.929±0.037                 |                             | 393.2±4.3                      |                             |                   | Vel. radial          | 405.7             | 0.84±0.03                 | 5066±100                       | Host star also known as TYC 4108-1434-1                                                                            |
| HR 7321 b              | 0.30±0.07                   |                             | 285.1+1.2 −1.5                 | 0.937±0.003                 |                   | Vel. radial          | 200.2             | 1.35+0.19 −0.21           | 4971                           | Estrela-mãe gigante vermelha também conhecida como HD 184010                                                       |
| HR 7321 c              | 0.28+0.08 −0.10             |                             | 483.3+3.2 −4.0                 | 1.332+0.006 −0.007          |                   | Vel. radial          | 200.2             | 1.35+0.19 −0.21           | 4971                           | Estrela-mãe gigante vermelha também conhecida como HD 184010                                                       |
| HR 7321 d              | 0.46±0.08                   |                             | 837.7+6.4 −5.5                 | 1.922+0.010 −0.008          |                   | Vel. radial          | 200.2             | 1.35+0.19 −0.21           | 4971                           | Estrela-mãe gigante vermelha também conhecida como HD 184010                                                       |
| HD 22946 b             |                             | 0.154±0.009                 | 4.040301+0.000023 −0.000042    | 0.0528±0.0030               | 1378±36           | Trânsito             | 205.08±0.16       | 1.158±0.058               | 6210+173 −158                  | Estrela-mãe também conhecida como TOI-411, terceiro exoplaneta em trânsito no sistema é suspeito                   |
| HD 22946 c             |                             | 0.245±0.013                 | 9.573096+0.000026 −0.000023    | 0.0939±0.0054               | 1033±27           | Trânsito             | 205.08±0.16       | 1.158±0.058               | 6210+173 −158                  | Estrela-mãe também conhecida como TOI-411, terceiro exoplaneta em trânsito no sistema é suspeito                   |
| TOI-5205b              | 1.08±0.06                   | 1.03±0.03                   | 1.630757±0.000001              | 0.0199±0.0002               | 737±15            | Trânsito             | 283.35±0.16       | 0.392±0.015               | 3430±54                        | [ 87 ] |
| HD 23472 d             | 0.0017±0.0006               | 0.067±0.005                 | 3.97664+0.000030 −0.000044     | 0.04298+0.00063 −0.00065    | 909+35 −32        | Trânsito             | 127.48±0.06       | 0.67±0.03                 | 4684±99                        | [ 88 ] |
| HD 23472 e             | 0.0023±0.0009               | 0.073±0.006                 | 7.90754±0.00011                | 0.0680±0.0010               | 723+28 −25        | Trânsito             | 127.48±0.06       | 0.67±0.03                 | 4684±99                        | [ 88 ] |
| HD 23472 f             | 0.0024±0.0013               | 0.102±0.007                 | 12.1621839+0.00012 −0.000099   | 0.0906±0.0014               | 630+27 −23        | Trânsito             | 127.48±0.06       | 0.67±0.03                 | 4684±99                        | [ 88 ] |
| TOI-1221 b             |                             | 0.259±0.011                 | 91.68278+0.00032 −0.00041      | 0.404+0.026 −0.023          | 400               | Trânsito             | 447.1±0.7         | 1.03±0.06                 | 5592±50                        | [ 89 ] |
| TOI-2000 b             | 0.0324±0.0070               | 0.236±0.010                 | 3.098331+0.000021 −0.000019    | 0.04260+0.00076 −0.00067    | 1475+120 −158     | Trânsito             | 566.3±1.0         | 1.074+0.059 −0.050        | 5607+86 −82                    | [ 90 ] |
| TOI-2000 c             | 0.238±0.012                 | 0.711±0.011                 | 9.1270553±0.0000073            | 0.0875+0.0016 −0.0014       | 1029+84 −111      | Trânsito             | 566.3±1.0         | 1.074+0.059 −0.050        | 5607+86 −82                    | [ 90 ] |
| TOI-5542 b             | 1.32±0.10                   | 1.009+0.036 −0.035          | 75.12375+0.00019 −0.00018      | 0.332±0.016                 | 441+48 −74        | Trânsito             | 1154±12           | 0.890+0.056 −0.031        | 5700±80                        | [ 91 ] |
| NGTS-21b               | 2.36±0.21                   | 1.33±0.03                   | 1.5433897±0.0000016            | 0.0236±0.0005               | 1357±15           | Trânsito             | 2090+90 −80       | 0.72±0.04                 | 4660±41                        | [ 92 ] |
| MOA-2020-BLG-208Lb     | 0.217+0.116 −0.106          |                             |                                | 2.88+0.40 −0.41             |                   | Microlente           | 25000±3000        | 0.656+0.346 −0.322        |                                | [ 93 ] |
| HD 18599 b             | 0.0758+0.0223 −0.0242       | 0.232±0.012                 | 4.1374354+0.0000036 −0.0000037 | 0.0480±0.0004               | 935±11            | Trânsito             | 126.02±0.06       | 0.863±0.020               | 5145±50                        | Estrela-mãe também conhecida como TOI-179, também estrela anã vermelha no sistema                                  |
| TOI-969 b              | 0.0286±0.0031               | 0.247±0.033                 | 1.8237305+0.0000020 −0.0000021 | 0.02636±0.00017             | 941±31            | Trânsito             | 253.8±0.5         | 0.730±0.037               | 4550±75                        | [ 97 ] |
| TOI-969 c              | 11.3+1.1 −0.9               |                             | 1700+290 −280                  | 2.52+0.27 −0.29             | 96.4+6.8 −5.8     | Vel. radial          | 253.8±0.5         | 0.730±0.037               | 4550±75                        | Órbita excêntrica                                                                                                  |
| TOI-1136 b             | 0.0095+0.0022 −0.0028       | 0.170+0.019 −0.013          | 4.1728±0.0002                  |                             |                   | Trânsito             | 275.8±0.5         | 1.022±0.027               | 5770±50                        | [ 98 ] |
| TOI-1136 c             | 0.0189+0.0041 −0.0053       | 0.257±0.005                 | 6.2573±0.0002                  |                             |                   | Trânsito             | 275.8±0.5         | 1.022±0.027               | 5770±50                        | [ 98 ] |
| TOI-1136 d             | 0.0252+0.0076 −0.0060       | 0.413±0.007                 | 12.5194±0.0004                 |                             |                   | Trânsito             | 275.8±0.5         | 1.022±0.027               | 5770±50                        | [ 98 ] |
| TOI-1136 e             | 0.0170±0.0031               | 0.236+0.006 −0.008          | 18.7992+0.0017 −0.0015         |                             |                   | Trânsito             | 275.8±0.5         | 1.022±0.027               | 5770±50                        | [ 98 ] |
| TOI-1136 f             | 0.0261+0.0088 −0.0113       | 0.346±0.010                 | 26.3162+0.0017 −0.0013         |                             |                   | Trânsito             | 275.8±0.5         | 1.022±0.027               | 5770±50                        | [ 98 ] |
| TOI-1136 g             | 0.0151+0.0148 −0.0104       | 0.226±0.010                 | 39.5387+0.0036 −0.0030         |                             |                   | Trânsito             | 275.8±0.5         | 1.022±0.027               | 5770±50                        | [ 98 ] |
| TOI-3884 b             | 0.0519+0.0110 −0.0057       | 0.563±0.025                 | 4.5445697±0.0000094            | 0.0354±0.0014               | 463±12            | Trânsito             | 141.37±0.16       | 0.2813±0.0067             | 3269±70                        | [ 99 ] [ 100 ] |
| EPIC 210768568 b       |                             | 0.088±0.004                 | 3.2141±0.0002                  | 0.0511+0.0021 −0.0028       |                   | Trânsito             | 965               | 1.018±0.131               | 5711±105                       | [ 101 ] |
| EPIC 246078343 b       |                             | 0.068±0.007                 | 0.8094±0.00003                 | 0.0117+0.0009 −0.0012       |                   | Trânsito             | 954               | 0.808+0.364 −0.256        | 4116±138                       | [ 101 ] |
| EPIC 246078343 c       |                             | 0.110±0.006                 | 5.3301±0.0003                  | 0.0426+0.0016 −0.0019       |                   | Trânsito             | 954               | 0.808+0.364 −0.256        | 4116±138                       | [ 101 ] |
| EPIC 246220667 b       |                             | 0.172±0.006                 | 6.6690±0.0002                  | 0.0552+0.0017 −0.0023       |                   | Trânsito             | 835               | 0.814+0.363 −0.251        | 4343±138                       | [ 101 ] |
| EPIC 246220667 c       |                             | 0.109±0.006                 | 4.3696±0.0001                  | 0.0487+0.0027 −0.0031       |                   | Trânsito             | 835               | 0.814+0.363 −0.251        | 4343±138                       | [ 101 ] |
| EPIC 247422570 b       |                             | 0.189±0.009                 | 5.9382+0.0006 −0.0004          | 0.0586+0.0032 −0.0033       |                   | Trânsito             | 2181              | 0.893+0.406 −0.275        | 5590±138                       | [ 101 ] |
| KMT-2017-BLG-1194b     | 0.011±0.006                 |                             |                                | 1.78+0.45 −0.46             |                   | Microlente           | 14000±6000        | 0.41+0.23 −0.19           |                                | [ 102 ] |
| KMT-2017-BLG-0428b     | 0.018+0.011 −0.009          |                             |                                | 1.81+0.55 −0.59             |                   | Microlente           | 18000+6000 −8000  | 0.34+0.22 −0.17           |                                | [ 102 ] |
| KMT-2019-BLG-1806b     | 0.015±0.005                 |                             |                                | 3.02+0.70 −0.73             |                   | Microlente           | 22000+2000 −7000  | 0.74±0.25                 |                                | [ 102 ] |
| KMT-2017-BLG-1003b     | 0.016+0.017 −0.009          |                             |                                | 1.38+0.39 −0.32             |                   | Microlente           | 23000±2000        | 0.32+0.31 −0.17           |                                | [ 102 ] |
| KMT-2019-BLG-1367b     | 0.013+0.008 −0.007          |                             |                                | 1.70+0.50 −0.56             |                   | Microlente           | 15000+8000 −7000  | 0.25+0.16 −0.13           |                                | [ 102 ] |
| OGLE-2017-BLG-1806b    | 0.017+0.015 −0.009          |                             |                                | 1.75+0.46 −0.47             |                   | Microlente           | 21000+3000 −5000  | 0.38+0.34 −0.20           |                                | [ 102 ] |
| KMT-2016-BLG-1105b     | 0.007+0.023 −0.005          |                             |                                | 2.44+0.88 −0.75             |                   | Microlente           | 17000±7000        | 0.41+0.25 −0.21           |                                | [ 102 ] |
| L 363-38 b             | 0.0147±0.0014               |                             | 8.781±0.007                    | 0.048±0.006                 | 330               | Vel. radial          | 33.31             | 0.21                      | 3129                           | Estrela-mãe também conhecida como Gliese 3049                                                                      |
| TOI-1075 b             | 0.0313±0.0042               | 0.160+0.010 −0.007          | 0.6047328±0.0000032            | 0.01159+0.00023 −0.00020    | 1323±44           | Trânsito             | 200.4+0.6 −2.2    | 0.604±0.030               | 3875±75                        | [ 104 ] |
| TOI-1937 b             | 2.01+0.17 −0.16             | 1.247+0.059 −0.062          | 0.94667944±0.00000047          | 0.01932+0.00035 −0.00039    | 2097+35 −36       | Trânsito             | 1366±6            | 1.072+0.059 −0.064        | 5814+91 −93                    | [ 105 ] |
| TOI-2364 b             | 0.225+0.043 −0.049          | 0.768+0.023 −0.018          | 4.0197517±0.0000043            | 0.04871+0.00069 −0.00079    | 1091+17 −14       | Trânsito             | 713±6             | 0.954+0.041 −0.046        | 5306+76 −68                    | [ 105 ] |
| TOI-2583 b             | 0.250+0.058 −0.056          | 1.290+0.040 −0.033          | 4.5207265±0.0000049            | 0.0571+0.0010 −0.0013       | 1456+19 −16       | Trânsito             | 1831±9            | 1.215+0.063 −0.082        | 5936+65 −68                    | [ 105 ] |
| TOI-2587 b             | 0.218+0.054 −0.046          | 1.077+0.042 −0.040          | 5.456640±0.000011              | 0.0635+0.0025 −0.0013       | 1445+23 −26       | Trânsito             | 1242±10           | 1.15+0.14 −0.07           | 5760+80 −79                    | [ 105 ] |
| TOI-2796 b             | 0.44+0.10 −0.11             | 1.59                        | 4.8084983+0.0000057 −0.0000056 | 0.0569+0.0010 −0.0011       | 1205+18 −17       | Trânsito             | 1150±6            | 1.063+0.057 −0.062        | 5764+81 −78                    | [ 105 ] |
| TOI-2803 b             | 0.975+0.083 −0.070          | 1.616+0.034 −0.032          | 1.96229325±0.00000082          | 0.03185±0.00052             | 1893+29 −28       | Trânsito             | 1635±9            | 1.118+0.056 −0.054        | 6280+99 −96                    | [ 105 ] |
| TOI-2818 b             | 0.71±0.26                   | 1.363+0.046 −0.045          | 4.0397090+0.0000024 −0.0000023 | 0.0493+0.0010 −0.0008       | 1376+26 −24       | Trânsito             | 1028±3            | 0.977+0.063 −0.049        | 5721+88 −83                    | [ 105 ] |
| TOI-2842 b             | 0.370+0.052 −0.047          | 1.146+0.051 −0.048          | 3.5514058+0.0000077 −0.0000078 | 0.0475+0.0010 −0.0011       | 1471+29 −27       | Trânsito             | 1501±8            | 1.135+0.077 −0.079        | 5910±100                       | [ 105 ] |
| TOI-2977 b             | 1.68+0.26 −0.25             | 1.174+0.031 −0.027          | 2.3505614±0.0000025            | 0.03386+0.00067 −0.00050    | 1544±26           | Trânsito             | 1160±30           | 0.936+0.057 −0.041        | 5691+94 −93                    | [ 105 ] |
| TOI-3023 b             | 0.62+0.10 −0.09             | 1.466+0.043 −0.032          | 3.9014971±0.0000031            | 0.0505+0.0015 −0.0009       | 1596+24 −25       | Trânsito             | 1281±5            | 1.12+0.11 −0.06           | 5760+85 −88                    | [ 105 ] |
| TOI-3364 b             | 1.67+0.12 −0.13             | 1.091+0.038 −0.032          | 5.8768918±0.0000069            | 0.0675+0.0011 −0.0016       | 1264+22 −21       | Trânsito             | 899±3             | 1.186+0.059 −0.083        | 5706+95 −91                    | [ 105 ] |
| TOI-3688 b             | 0.98+0.10 −0.11             | 1.167+0.048 −0.044          | 3.246075±0.000012              | 0.04560+0.00089 −0.00098    | 1534+29 −28       | Trânsito             | 1308±6            | 1.199+0.072 −0.076        | 5950±100                       | [ 105 ] |
| TOI-3807 b             | 1.04+0.15 −0.14             | 2.00                        | 2.8989727+0.0000038 −0.0000039 | 0.0421+0.0007 −0.0011       | 1646+25 −24       | Trânsito             | 1399±7            | 1.181+0.064 −0.092        | 5772+84 −80                    | [ 105 ] |
| TOI-3819 b             | 1.11+0.18 −0.20             | 1.172+0.036 −0.035          | 3.2443141±0.0000055            | 0.04611+0.00069 −0.00096    | 1633+21 −19       | Trânsito             | 1834±17           | 1.242+0.057 −0.076        | 5859+72 −71                    | [ 105 ] |
| TOI-3912 b             | 0.406+0.071 −0.068          | 1.274+0.041 −0.040          | 3.4936264±0.0000038            | 0.0463+0.0012 −0.0010       | 1512±20           | Trânsito             | 1533±9            | 1.088+0.086 −0.070        | 5725+69 −68                    | [ 105 ] |
| TOI-3976 b             | 0.175+0.037 −0.036          | 1.095+0.036 −0.035          | 6.607662+0.000016 −0.000015    | 0.0743+0.0013 −0.0014       | 1295+16 −14       | Trânsito             | 1703±8            | 1.254+0.067 −0.072        | 5975+70 −69                    | [ 105 ] |
| TOI-4087 b             | 0.73±0.14                   | 1.164+0.025 −0.024          | 3.17748350±0.00000094          | 0.04469+0.00048 −0.00054    | 1458+20 −17       | Trânsito             | 1013±4            | 1.178+0.039 −0.042        | 6060+74 −67                    | [ 105 ] |
| TOI-4145 b             | 0.43±0.13                   | 1.187+0.032 −0.031          | 4.0664428±0.0000058            | 0.04823+0.00075 −0.00079    | 1074+19 −16       | Trânsito             | 668.7±1.3         | 0.905+0.043 −0.044        | 5281+86 −76                    | [ 105 ] |
| TOI-4463 b             | 0.794+0.039 −0.040          | 1.183+0.064 −0.045          | 2.8807198+0.0000028 −0.0000027 | 0.04036+0.00074 −0.00082    | 1395+25 −22       | Trânsito             | 579.5±1.8         | 1.056+0.059 −0.063        | 5640+89 −82                    | [ 105 ] |
| TOI-4791 b             | 2.31+0.32 −0.33             | 1.110±0.050                 | 4.280880+0.000022 −0.000023    | 0.0555+0.0011 −0.0012       | 1472+26 −24       | Trânsito             | 1051±6            | 1.242+0.072 −0.077        | 6058+99 −94                    | [ 105 ] |
| TOI-4582 b             | 0.53±0.05                   | 0.94+0.09 −0.12             | 31.034±0.001                   |                             |                   | Trânsito             | 1242              | 1.34±0.06                 | 5190±100                       | Estrela evoluída, órbita planetária excêntrica                                                                     |
| HD 191939 g            | 0.0425±0.0063               |                             | 284+10 −8                      | 0.812±0.028                 | 278±6             | Vel. radial          | 174.4±0.1         | 0.81±0.04                 | 5348±100                       | Exoplaneta em zona habitável                                                                                       |
| NGTS-23b               | 0.613±0.097                 | 1.267±0.030                 | 4.0764326±0.0000041            | 0.0504±0.012                | 1327+17 −16       | Trânsito             | 3230±70           | 1.01+0.06 −0.07           | 6057±64                        | [ 108 ] |
| NGTS-24b               | 0.52+0.12 −0.11             | 1.214+0.058 −0.062          | 3.4678796±0.0000070            | 0.0479+0.0028 −0.0030       | 1499+41 −36       | Trânsito             | 2360±80           | 1.26+0.05 −0.21           | 5820+93 −8                     | [ 108 ] |
| NGTS-25b               | 0.639+0.058 −0.052          | 1.023+0.035 −0.052          | 2.8230930±0.0000033            | 0.0388+0.0014 −0.002        | 1101+15 −14       | Trânsito             | 2350±30           | 0.91+0.03 −0.04           | 5321±58                        | [ 108 ] |
| HD 20329b              | 0.0233±0.0034               | 0.154±0.006                 | 0.926118+0.000050 −0.000043    | 0.0180±0.0003               | 2141±27           | Trânsito             | 207.7±0.9         | 0.90±0.05                 | 5596±50                        | [ 109 ] |
| TOI-1695 b             | 0.0173±0.0031               | 0.181±0.016                 | 3.1342790±0.0000072            | 0.033548+0.000260 −0.000268 | 590±90            | Trânsito             | 147.2±0.2         | 0.51±0.02                 | 3627±31                        | [ 110 ] [ 111 ] |
| HD 167768 b            | 0.85+0.12 −0.11             |                             | 20.6532+0.0032 −0.0032         | 0.1512+0.0058 −0.0063       | 1874              | Vel. radial          | 353.5             | 1.08+0.14 −0.12           | 4830                           | Estrela-mãe gigante vermelha também conhecida como HR 8640, outros exoplanetas no sistema são suspeitos            |
| TOI-181b               | 0.127891+0.013510 −0.025081 | 0.631521+0.007554 −0.009811 | 4.532058+0.000002 −0.000002    | 0.055780+0.005563 −0.003893 | 878+32 −41        | Trânsito             | 314±2             | 0.781±0.042               | 4994±50                        | [ 113 ] |
| HD 114082 b            | 8.0±1.0                     | 1.00±0.03                   | 109.75+0.40 −0.37              | 0.5109+0.0081 −0.0083       |                   | Trânsito             | 310.1±0.7         | 1.47±0.07                 | 6651±35                        | Estrela-mãe jovem, órbita planetária excêntrica                                                                    |
| TOI-277 b              | 0.0239+0.0179 −0.0098       | 0.237±0.016                 | 3.9940±0.0004                  | 0.0269±0.0011               |                   | Trânsito             | 212.6+0.6 −0.3    | 0.16±0.01                 | 4031+21 −23                    | [ 116 ] |
| TOI-1288 b             | 0.0712+0.0574 −0.0304       | 0.454±0.010                 | 2.69998±0.00015                | 0.0429±0.0006               |                   | Trânsito             | 375.3+1.3 −0.5    | 1.46±0.06                 | 5307+18 −16                    | [ 116 ] |
| TOI-1288 c             | 0.2643±0.0220               |                             | 443+11 −13                     |                             |                   | Vel. radial          | 375.3+1.3 −0.5    | 1.46±0.06                 | 5307+18 −16                    | [ 117 ] |
| 29 Cygni b             | 13.9+6.1 −5.1               |                             |                                | 16.9+3.4 −1.9               |                   | Imagem direta        | 130.9±0.9         | 2.14±0.15                 | 8790+1513 −1292                | Estrela-mãe também conhecida como HIP 99770                                                                        |
| HD 109833 b            |                             | 0.258+0.014 −0.012          | 9.188526±0.000026              |                             |                   | Trânsito             | 259.5±0.2         | 1.08±0.05                 | 5881±50                        | Estrela-mãe jovem também conhecida como TOI-1097                                                                   |
| HD 109833 c            |                             | 0.231+0.018 −0.016          | 13.900148±0.000057             |                             |                   | Trânsito             | 259.5±0.2         | 1.08±0.05                 | 5881±50                        | Estrela-mãe jovem também conhecida como TOI-1097                                                                   |
| TOI-1260 d             | 0.0373±0.0245               | 0.276±0.008                 | 16.608164±0.000083             | 0.1116±0.0033               | 499±4             | Trânsito             | 239.5±0.3         | 0.66±0.01                 | 4227±85                        | [ 120 ] |
| Gliese 1002 b          | 0.0034±0.0004               |                             | 10.3465±0.027                  | 0.0457±0.0013               | 230.9±6.7         | Vel. radial          | 15.808±0.003      | 0.120±0.010               | 3024±52                        | Exoplaneta em zona habitável                                                                                       |
| Gliese 1002 c          | 0.0043±0.0005               |                             | 21.202±0.013                   | 0.0738±0.0021               | 181.7±5.2         | Vel. radial          | 15.808±0.003      | 0.120±0.010               | 3024±52                        | Exoplaneta em zona habitável                                                                                       |
| TOI-778 b              | 2.76±0.24                   | 1.375±0.045                 | 4.633611±0.000001              | 0.060±0.003                 | 1561+33 −32       | Trânsito             | 530±4             | 1.428±0.094               | 6715±128                       | [ 122 ] |
| MOA-2019-BLG-008L b    | 30                          |                             |                                |                             |                   | Microlente           | 8000±2000         | 0.8                       |                                | [ 123 ] |
| TOI-5174 b             | 0.07801                     | 0.47667                     | 12.214                         |                             |                   | Trânsito             |                   | 1.0±0.125                 |                                | [ 124 ] [ 125 ] |
| GJ 463 b               | 3.6±0.4                     |                             | 3448+110 −88                   | 3.53±0.07                   |                   | Vel. radial          | 59.91±0.03        | 0.49±0.02                 | 3540±41                        | Estrela-mãe também conhecida como Ross 690                                                                         |

## Listas específicas de exoplanetas
- Listas de exoplanetas
- Lista de exoplanetas descobertos antes de 2000 (32)
- Lista de exoplanetas descobertos entre 2000-2009 (379)
- Lista de exoplanetas descobertos em 2010 (109)
- Lista de exoplanetas descobertos em 2011 (179)
- Lista de exoplanetas descobertos em 2012 (149)
- Lista de exoplanetas descobertos em 2013 (151)
- Lista de exoplanetas descobertos em 2014 (878)
- Lista de exoplanetas descobertos em 2015 (151)
- Lista de exoplanetas descobertos em 2016 (1.513)
- Lista de exoplanetas descobertos em 2017 (158)
- Lista de exoplanetas descobertos em 2018 (306)
- Lista de exoplanetas descobertos em 2019 (172)
- Lista de exoplanetas descobertos em 2020 (264)
- Lista de exoplanetas descobertos em 2021 (242)
- Lista de exoplanetas descobertos em 2022 (314)
- Lista de exoplanetas descobertos em 2023 (75)
- Lista de exoplanetas potencialmente habitáveis
- Lista de nomes próprios de exoplanetas
- Lista de sistemas multiplanetários
- Lista dos primeiros exoplanetas
- Lista de exoplanetas extremos
- Lista de exoplanetas descobertos usando a sonda Kepler
- Lista de exoplanetas observados durante a missão K2 do Kepler
- Lista de candidatos de exoplanetas para água líquida
- Lista dos exoplanetas mais próximos
- Lista de candidatos a exoplaneta terrestres mais próximos
- Lista de exoplanetas em trânsito